# 名古屋市立大学医学部附属みどり市民病院
名古屋市立大学医学部附属みどり市民病院（なごやしりつだいがくいがくぶふぞくみどりしみんびょういん）は、愛知県名古屋市緑区にある公立大学法人名古屋市立大学の大学病院。

## 沿革
- 1945年（昭和20年）9月 - 愛知郡鳴海町国民健康保険組合診療所として開設[1]。
- 1949年（昭和24年）10月 - 鳴海町国民健康保険鳴海町民病院（病床20床）となる[1]。その後、1952年（昭和27年）には40床、1963年（昭和38年）には70床、1969年（昭和44年）には168床、1988年（昭和63年）には南館を増築して300床に増床する[1]。
- 1963年（昭和38年）4月 - 鳴海町が名古屋市に編入され名古屋市立緑市民病院と改称する[1]。
- 1968年（昭和43年）4月 - 名古屋市立天白病院が本院の附属天白診療所となる[1]。
- 1975年（昭和50年）5月 - 総合病院の認定を受ける[1]。
- 1993年（平成5年）4月 - 附属天白診療所廃止[1]。
- 1998年（平成10年） - 北館を増築。
- 2012年（平成24年）4月1日 - 2011年（平成23年）10月より進められていた改装工事が完了。また、この日より医療法人「純正会」による運営が開始[2]。ただし市立病院であるのに変わりはない。
- 2023年（令和5年）4月1日 - 医療法人純正会による指定管理が終了し、名古屋市立大学医学部の附属病院となる。同時に名古屋市立大学医学部附属みどり市民病院に改称[3]。併せて病床数を205床に減少。

## 診療科目
緑区内における二次救急指定病院の一つである（他には総合病院南生協病院と第一なるみ病院と相生山病院と平岩病院）。
- 第一内科
- 第二内科
- 循環器内科
- 消化器内科
- 呼吸器内科
- 第一小児科
- 第二小児科
- 第一外科
- 第二外科
- 整形外科
- 皮膚科
- 泌尿器科
- 第一産婦人科
- 第二産婦人科
- 眼科
- 耳鼻咽喉科
- リハビリテーション科
- 放射線科

## 交通アクセス
- 名鉄名古屋本線「鳴海駅」より徒歩で約15分。名古屋市営バスに乗り換えても行ける。この場合、「みどり市民病院」停留所で下車。
- 名古屋市営バス「みどり市民病院」停留所よりすぐ。
  - 名古屋市営地下鉄の場合、名城線・桜通線 新瑞橋駅、桜通線 鳴子北駅、桜通線 徳重駅から名古屋市営バスに乗り換え。
  - JR東海道本線の場合、大高駅または南大高駅から名古屋市営バス「地下鉄鳴子北」ゆきまたは「藤田医科大学病院」ゆきに乗り換え。

## 移転計画
名鉄鳴海駅北側に直結する形で新病院を建設して移転する計画があり2030年の完成を目標としている。